# NGC 6940
NGC 6940 är en öppen stjärnhop i stjärnbilden Räven belägen ungefär 14° sydväst om Albireo och anses vara den finaste öppna hopen i stjärnbilden. Stjärnhopen upptäcktes 1784 av William Herschel.

## Egenskaper
I NGC 6940 ingår hundratals stjärnor. Hopen är ganska spridd och däremellan är dess medlemmar också synliga fältstjärnor. Till exempel är två ljusa stjärnor, en jättestjärna av skenbar magnitud 8,6 och spektralklass B8 III vid nordöstra kanten och en jätte av magnitud 9,1 och spektralklass A0 III i sydvästra hörnet av hopen, för unga för att vara sanna medlemmar i NGC 6940 och är förmodligen bakgrundsstjärnor. Den ljusaste stjärnan (Lucida) i NGC 6940 är den röda jätten FG Vulpeculae, en halvregelbunden variabel stjärna vars magnitud varierar från 9,0 till 9,5 med en period av ca 80 dygn. NGC 6940 är rik på röda jättar, mer än 20 enligt WEBDA-databasen. Baserat på den spektroskopiska analysen av tolv av dem uppskattades stjärnhopens ålder till 1,1 miljarder år, med en avvägd massa på 2 miljoner solmassor. Dess metallicitet är nära solens. I NGC 6940 har vidare upptäckts åtta variabla stjärnor vars variabilitet överensstämmer med Delta Scuti-variablerna.
En studie av NGC 6940 av ROSAT i våglängder för mjuk röntgenstrålning visade fyra källor som identifierats som medlemmar i hopen. Ytterligare en källa, en jättestjärna av spektraltyp K0, angavs som en möjlig  medlem i hopen, vilket senare bekräftats. Tre av dessa källor identifierades som dubbelstjärnor av totalt sex kända för att existera i hopen. Källornas luminositet var typisk för RS Canum Venaticorum-variabler, snäva dubbelstjärnor som kunde behålla mycket aktiva koronakällor trots hopens ålder.